# Huda Sharawi
Huda Sharawi, dont le nom est aussi orthographié Ho(u)da Sha(a)rawi ou Charaoui (هدى شعراوي), née le 23 juin 1879 à Al-Minya et morte le 12 décembre 1947 au Caire, est l'une des pionnières du mouvement féministe égyptien et arabe.

## Biographie

### Jeunesse et famille
Huda Sharawi est née à Minya en Haute-Égypte sous le nom de Nur al-Huda Sultan. Issue d'une famille égyptienne importante, elle est la fille de Muhammad Sultan, président de la Chambre des députés et d'une esclave circassienne.
Elle passe sa jeunesse dans un harem. Elle y apprend le Coran par cœur, mais sans être autorisée à recevoir des cours d'arabe.
Dans ses mémoires, elle raconte comment l'eunuque chargé de veiller sur elle avait interdit à sa préceptrice de Coran de lui apprendre la grammaire arabe : « Remportez votre livre, madame l'institutrice. La jeune dame n'a pas besoin de grammaire, car elle ne deviendra pas juge ».
La langue qu'elle utilise quotidiennement est le français, que lui avait enseigné une institutrice italienne.
À treize ans, elle est mariée contre son gré avec son cousin, Ali Sharawi, dont elle divorce peu après, celui-ci n'ayant pas respecté la clause de monogamie qu'elle avait fait insérer dans le contrat de mariage. Elle se remarie avec lui à l'âge de vingt et un ans. C'est aussi un homme politique, membre du parti laïc et libéral Wafd, qui l'associe dans son combat contre le protectorat britannique en Égypte.

### Nationalisme
Après la Première Guerre mondiale, son mari participe à la création du Wafd, parti nationaliste égyptien, qui milite pour l'indépendance de l'Égypte vis-à-vis du Royaume-Uni. La révolution égyptienne de 1919 prône l'indépendance de l'Égypte vis-à-vis de la Grande-Bretagne et la libération des dirigeants nationalistes masculins ; des femmes mènent des manifestations. Des membres de l'élite égyptienne féminine, comme Sharawi, représentent l'opinion tandis que les femmes des classes inférieures et des campagnes apportent leur aide et participent aux manifestations de rue aux côtés des militants masculins. Sharawi travaille avec son mari pendant la révolution alors qu'il est vice-président par intérim du Wafd. Pacha Sharawi la tient informée afin qu'elle puisse prendre sa place si lui ou d'autres membres du Wafd sont arrêtés. Le Comité central des femmes wafdistes (WWCC), associé au Wafd, est fondé le 12 janvier 1920. De nombreuses femmes qui ont participé aux manifestations deviennent membres du comité, élisant Sharawi comme première présidente.
Au cours des années 1920, elle passe du cadre du nationalisme égyptien au nationalisme arabe. Dans cette revue, elle défend l'unité panarabe, la Palestine, et emploie de plus en plus un vocabulaire à tendance islamique. Pendant la Grande Révolte arabe en Palestine, en 1938, Sharawi et l'Union féministe égyptienne (UFE) parrainent la Conférence orientale des femmes pour la défense de la Palestine au Caire, donnant la priorité aux questions nationalistes plutôt qu'aux préoccupations féministes. Elle répond à l'appel du Comité des femmes arabes de Jérusalem pour tenter d'obtenir une condamnation internationale de la déclaration Balfour ainsi que l'appui du Premier ministre égyptien à la cause Palestinienne.
En 1938, elle est désignée à la tête de la Conférence des femmes d'Orient où la politique britannique et les activités sionistes en Palestine sont condamnées. Elle se place dans une perspective d'unité du monde arabe, comme l'indique son appel au Caire, en décembre 1944, au premier Congrès féministe arabe. Mais à la création de la Ligue arabe, quelques mois après, elle se plaint du peu de représentations des femmes : « La Ligue dont vous avez signé le pacte hier n'est qu'une moitié de Ligue, la Ligue de la moitié du peuple arabe ».

### Féminisme
À l’époque, les femmes égyptiennes sont confinées à la maison ou au harem, ce qu'elle considère comme un système très arriéré. Sharawi n'aime pas ces restrictions imposées aux mouvements de femmes et commence à organiser des conférences pour les femmes sur des sujets qui les intéressent. Cela amène pour la première fois de nombreuses femmes à sortir de chez elles et à se rendre dans les lieux publics ; Sharawi les convainc à créer une société de protection sociale pour les femmes afin de collecter des fonds pour les femmes pauvres d'Égypte. En 1910, Sharawi ouvre une école pour filles. Cette institution est parrainée par un groupe de dames de la haute société égyptienne, réunies au sein de la Mabarrat Muhammad Ali al-Kabir. Son institution a un grand succès, son dispensaire devient un hôpital, autour duquel, se développe tout un réseau de soin du même type. En 1919, en pleine agitation nationaliste, le même groupe de dames fonde, dans un quartier populaire du Caire, la Société de la femme nouvelle. Cette association a pour but d'alphabétiser les jeunes filles pauvres, de leur enseigner l'hygiène et quelques notions générales.
En 1914, elle fonde l'Association intellectuelle des femmes égyptiennes et se rend en Europe pour la première fois. Au moment de la révolution de 1919, elle organise régulièrement des réunions pour les femmes chez elle. Ces réunions sont à l'origine de la création, en 1923, de l'Union féministe égyptienne, pour défendre le droit des femmes, en leur permettant par exemple d'accéder plus facilement à l'Université et à la fonction publique.
Elle représente l'Égypte aux congrès des femmes à Graz, Paris, Amsterdam, Berlin, Marseille, Istanbul, Bruxelles, Budapest, Copenhague, Interlaken et Genève.
En 1923, peu après la mort de son mari, alors qu'elle revient en Égypte, après sa participation à la 9e conférence de l'Alliance internationale des femmes pour leur droit de vote à Rome, elle décide, au large d'Alexandrie, de ne pas remettre son niqab et de poursuivre sa lutte politique le visage découvert. Cela lui vaut une renommée internationale,.
Sa décision de retirer son voile fait partie d'un mouvement plus large de femmes et est influencée par la féministe égyptienne d'origine française Eugénie Le Brun ; Huda Sharawi fréquentait son salon au Caire. Sharawi considère également Le Brun comme une mentor inestimable ayant un effet durable sur son développement intellectuel et est influencée par elle, notamment pendant une crise conjugale. Après la mort de Le Brun en 1908, Sharawi écrit dans ses mémoires :
« J'en étais venu à compter énormément sur ses bons conseils, mais même après sa mort, j'ai senti son esprit éclairer le chemin devant moi. Quand j'étais sur le point de me lancer dans quelque chose, je m'arrêtais souvent pour me demander ce qu'elle penserait, et si je sentais son approbation, je continuerais. » Sharawi tombe en dépression, vient à Paris et vit comme une Parisienne.
Cependant, la décision de retirer le voile contraste avec certaines penseuses féministes comme Malak Hifni Nasif.
Elle est une des figures du féminisme de la Nahda.
Quelques années plus tard, l'UFE lance une revue bimensuelle en langue française puis également en langue arabe L'Égyptienne (Al-Misriyah), avec comme sous-titre « Féminisme, sociologie, art », et qui se consacre à la défense des droits des femmes dans le monde arabe. Sa rédactrice-en-chef, Ceza Nabaroui, est sa meilleure amie,.
Elle dirige les piquets de grève des femmes égyptiennes à l'ouverture du Parlement en janvier 1924 et soumet une liste de revendications nationalistes et féministes, qui sont ignorées par le gouvernement wafdiste, après quoi elle démissionne du Comité central des femmes wafdistes.
Elle obtient cependant du roi Fouad Ier, qu'elle soutient face aux Britanniques pour obtenir une plus grande indépendance de l'Égypte, que l'âge minimum légal du mariage des filles soit fixé à seize ans, et que leur droit d’accès à l'enseignement secondaire et supérieur soit reconnu.
Elle meurt en 1947, quelques années avant la révolution égyptienne de 1952, et l'émergence de Gamal Abdel Nasser, qui va à la fois adopter un positionnement nationaliste, inclure des revendications féministes dans sa politique intérieure, et chercher à mettre sous contrôle les organisations féministes.

### Rencontre avec Atatürk
La douzième conférence de l'Alliance internationale pour le suffrage des femmes se tient à Istanbul, en Turquie, le 18 avril 1935. Huda Sha'arawi en est la présidente et fait partie d'un groupe de douze femmes[pas clair]. La conférence l'élit vice-présidente de l'Union internationale des femmes et considère Atatürk comme un modèle pour elle en raison de ses actions.
Elle écrit dans ses mémoires :
« Après la fin de la conférence d'Istanbul, nous avons reçu une invitation pour assister à la célébration organisée par Mustafa Kemal Atatürk, le libérateur de la Turquie moderne. Dans le salon attenant à son bureau, les déléguées invitées se tenaient en demi-cercle, et après quelques instants, la porte s'ouvrit et Atatürk entra, entouré d'une aura de majesté et de grandeur, faisant régner une atmosphère de respect et de solennité.
Quand mon tour arriva, je m'adressai directement à lui sans traduction, et la scène fut unique : une femme orientale se tenant au nom de l'Autorité internationale des femmes et prononçant un discours en langue turque, exprimant l'admiration et la gratitude des femmes égyptiennes pour le mouvement de libération qu'il avait dirigé en Turquie.
Je dis : "Ceci est l'idéal à suivre, ô grande sœur des pays islamiques". Il a encouragé tous les pays d’Orient à tenter de se libérer et à revendiquer les droits des femmes.
Et j'ajoutai : "Si les Turcs vous ont considéré comme digne d’être leur père et vous ont appelé Atatürk, je dis que cela n'est pas suffisant ; pour nous, vous êtes 'Atasharq' [Père de l’Orient]".
Ce mot ne vint d'aucune autre cheffe de délégation. Il me remercia profondément pour cette grande marque d'estime, et je le priai ensuite de nous offrir un portrait de Son Excellence pour le publier dans la revue L'Égyptienne" ».